# Klausbrunnen (Lenzburg)

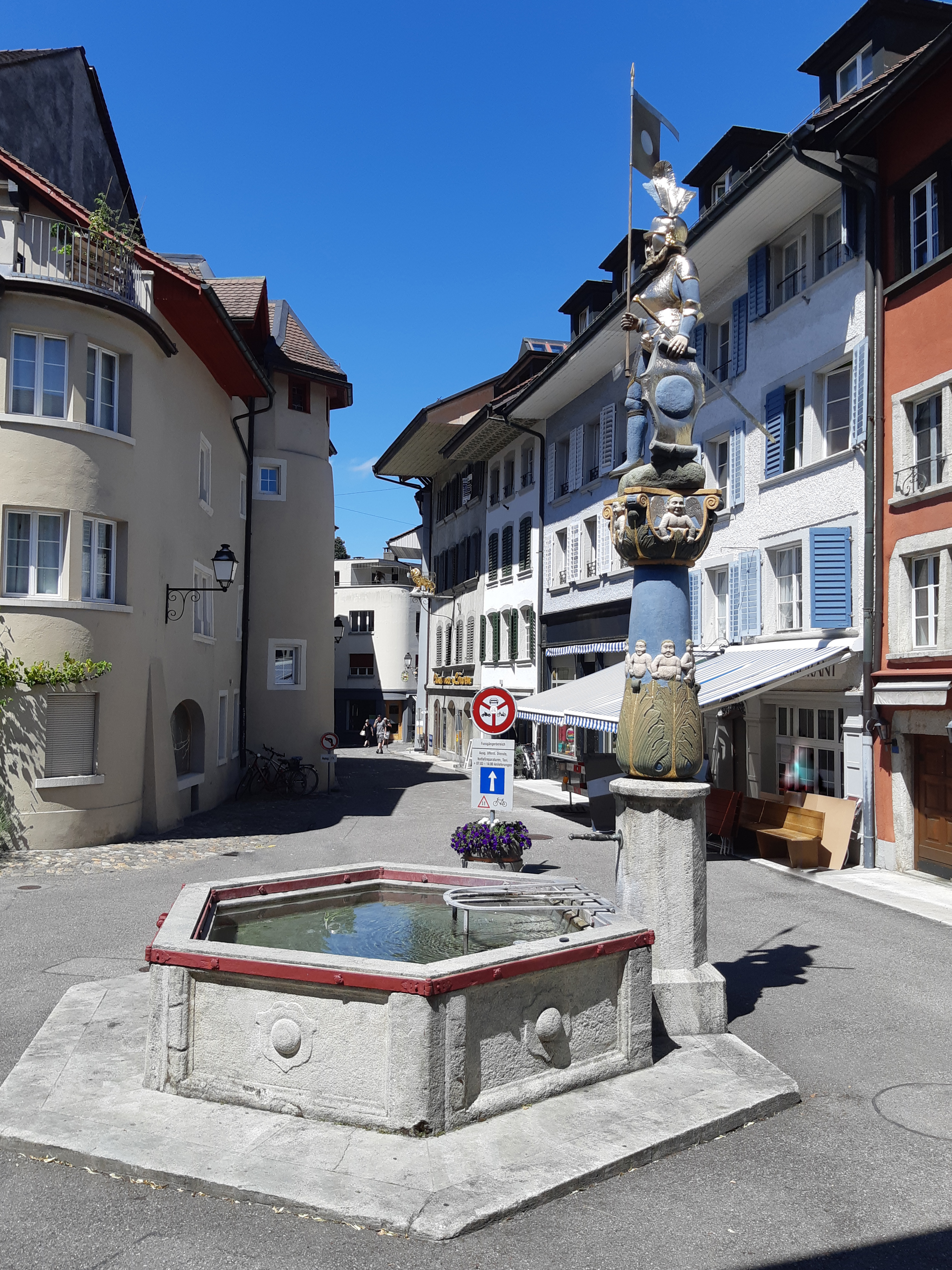
Klausbrunnen von Süden mit Leugasse

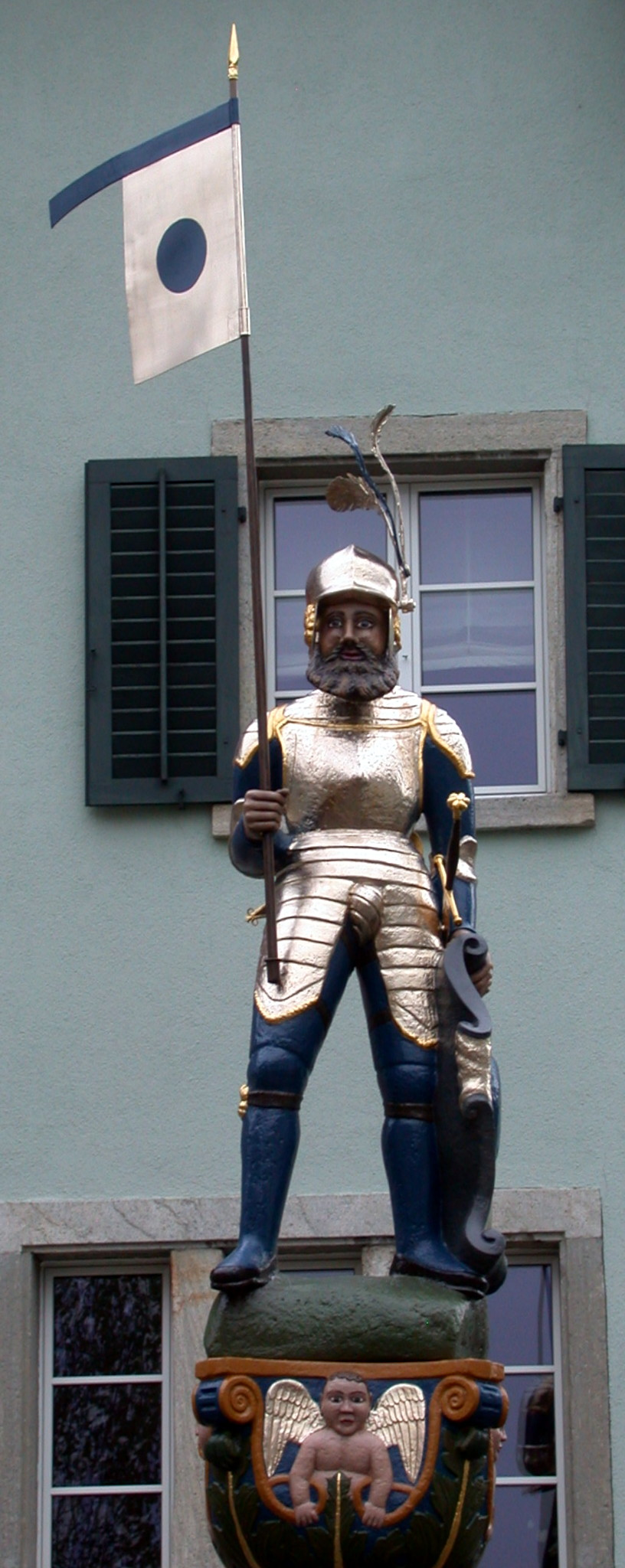
Standbild

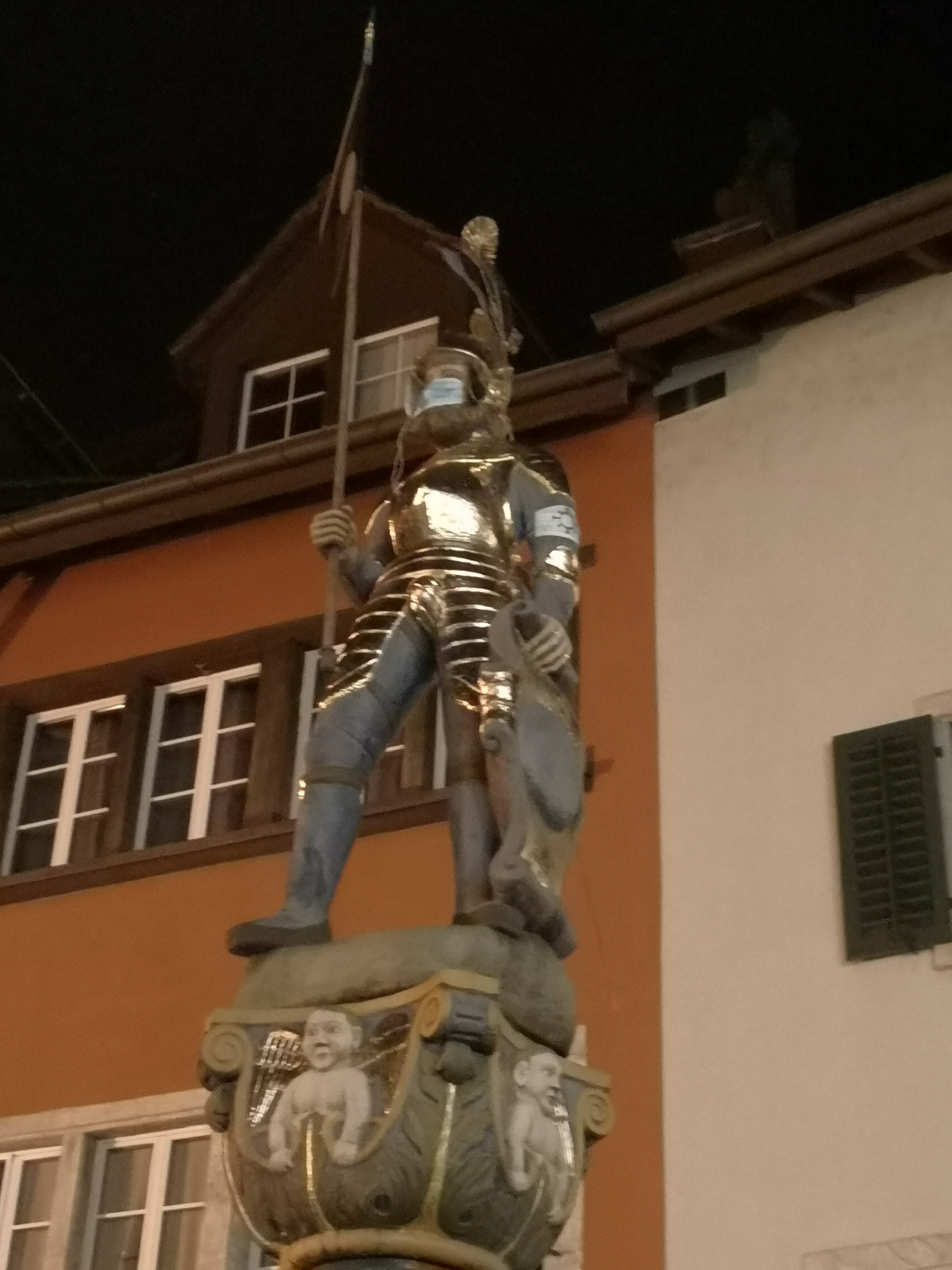
Klausbrunnen im Dezember 2020

Der Klausbrunnen (auch Chlausbrunnen) in Lenzburg ist ein öffentlich zugänglicher Figurenbrunnen, unter dem sich ein 17 Meter tiefer Schacht befindet. Sein Alter ist unbekannt, ist aber der älteste der Stadt. Der Brunnen bildet den oberen Abschluss des Metzgplatzes zur Leugasse hin nördlich des Alten Gemeindesaals. Er ist seit 1960 als Kulturgut der Kategorie B von regionaler Bedeutung gekennzeichnet.

## Beschreibung
Der Laufbrunnen aus der Spätrenaissance von 1572 besteht aus einem hexagonalen sandsteinernem Trog, dessen Seitenflächen jeweils das Lenzburger Stadtwappen tragen. Der obere, kniehohe Rand ist mit einem Eisenreif mit Eckscharnieren gefasst, um die Werksteine zusammenzuklammern. Am östlichen Beckenrand erhebt sich auf einer bunt bemalten, teils vergoldeten Steinsäule das Standbild mit einem gerüsteten, überlebensgrossen Kriegers, der in seiner Rechten die Stadtfahne hält und sich mit der linken Hand auf ein Schild stützt. Das Postament ist mit einem Auslaufrohr versehen, welches das Becken speist. Montiertes Eisenspalier dient zum Abstellen von Wassergefässen.
Der Säulenschaft ist als Kandelaber-Säule ausgeführt und am Fuss mit Rocaillen versehen. Das tuskische Kapitell ist mit vier geflügelten Putti verziert.